# Anagyrus pseudococci
Anagyrus pseudococci és una espècie d'himenòpter apòcrit de la família Encyrtidae, paràsit del cotonet dels cítrics (Planococcus citri) i s'usa per al control biològic d'aquesta plaga. Es nadiu de la mediterrània.

## Etimologia
- Anagyrus: prové de la paraula del grec antic αναγυροῦς, una ciutat situada al sud de l'Àtica i prop del promontori Zòster.
- pseudococci: mot compost per ψευδής (pseudo; fals, amb aparença de)[3] i κόκκος (gra, llavor).[4]

## Distribució
Habita de manera natural a la Xina, Xipre, Egipte, Itàlia, Espanya, Israel, el Pakistan, l'Aràbia Saudita i l'antiga URSS. Ha estat introduït a l'Argentina, el Brasil, Sud-àfrica i EUA. Va ser introduït per primera vegada a Califòrnia a partir del Brasil el 1934 per al control biològic del cotonet (Planococcus citri). Es va importar de nou a Califòrnia el 1953 des d'Amèrica del Sud. Ara es troba àmpliament establerta a Califòrnia i s'utilitza per al control biològic contra el cotonet de la vinya (Planococcus ficus).
La seua distribució documentada pareix correlacionar amb les zones vitivinícoles. Les localitats documentades inclouen l'Argentina, on es va introduir amb planters de raïm d'Itàlia, l'Uzbekistan, Sud-àfrica i Turquia per al control de P. citri en cítrics. L'ús com a agent de biocontrol en hivernacles és més recent, amb èxits notables en hivernacles a Texas i Europa.

## Descripció
Els ous són d'un groc pàl·lid i tenen un filament que sobreïx de l'exoesquelet de l'hoste la finalitat del qual és l'intercanvi de gasos i és visible des de fora. Aquest tipus d'estructura en els ous és típica dels encírtids. Normalment, l'oviposició se sol donar en la part dorsal prop del marge. Passat un dia, apareixerà una cicatriu negra en el lloc per on va introduir l'ou la femella. La larva passa per cinc estadis, durant els quals passa de ser transparent a blanca. Durant l'últim estadi ocupa la majoria de la mòmia, menys la part anterior on s'acumula una massa fecal. La pupa es forma dins la mòmia i mesura 1,4-2,1 mm (femelles) i 1,1-1,4 mm (mascles), la dels mascles serà negra i la de les femelles entre bru i rovell, igual que el patró cromàtic que seguiran les formes adultes.
Els adults presenten dimorfisme sexual. La femella adulta és d'aproximadament de 2 mm de llargària i té un color entre bru i rovell característic, amb les sutures toràciques grisenques. Són característiques les seues antenes blanques i filiformes, excepte l'escapo que és quasi negre com els dos primers artells del funicle. El mascle és més xicotet, de color negre amb llargues antenes fines i regulars, de 9 artells, de color blanc grisenques amb llargues sedes.

## Biologia
És un endoparasitoide cenobiont solitari, només es desenvolupa una larva a l'interior de l'hoste, encara que puga dipositar més d'un ou per hoste. És una espècie sinovigènica (emergeixen amb un nombre reduït d'ous, entre 2 i 4, i van madurant ous al llarg de la seua vida) i la seua reproducció és per partenogènesi arrenotoca, és a dir, els ous que diposita la femella, si estan fecundats donaran lloc a femelles haploides i si no ho estan, donaran lloc a mascles haploides.
Està més actiu a la primavera i tardor, sent capaç de completar més generacions amb cicles d'al voltant 3-4 setmanes.
Aquest himenòpter es desenvolupa en l'interval de temperatura 13-38° C, sent l'òptima 35° C (el cicle complet a 35° C amb 50% HR dura 10'5 dies), i 40° C la letal. Després de l'aparellament la femella realitza la posta, diposita un ou per cada cotonet. Abans de realitzar la posta la femella examina l'hoste amb les seues antenes durant uns segons, després es gira i insereix el seu oviscapte entre els filaments cerosos en el marge lateral del pseudocòccid. Parasita des del segon estadi nimfal fins a les femelles gràvides, encara que prefereix el tercer estadi i les femelles gràvides. La posta dura entre 15-40 segons. La larva parasitada mor i endureix (mòmia), en l'interior de la qual es troba la pupa, que s'unfla i endureix, presentant un color marró groguenc a ratlles amb restes de cera sobre ella. La larva consumeix completament el contingut de l'interior del cotonet. L'adult emergeix a través d'un forat irregular que obri en la part posterior de la mòmia. La femella, en presència de l'hoste, posa uns 15 ous per dia. Els adults tenen una vida mitjana de 30-40 dies. Les primeres mòmies poden observar-se a les 2-3 setmanes de realitzada la introducció.
Principalment parasita al cotonet (Planococcus citri), encara que és també parasita altres pseudocòccid.

## Mesures agronòmiques
Es troba de manera natural en els camps i a més també es poden realitzar soltes inoculatives a la primavera en aquelles parcel·les on no s'aconseguisca el control de manera natural. Cal estar a l'aguait en cultius sensibles, com ara cítrics, vinya, garrofera, mangraner, figuera i altres espècies ornamentals.
Igual que amb la resta d'auxiliars que s'empren per al control de les cotxinilles, és essencial tindre controlades les formigues de la parcel·la abans de realitzar la solta d'Anagyrus, ja que competeixen amb els auxiliars, retardant i fins i tot impedint el seu control. Pot ser recomanable fer soltes inoculatives conjuntes de A. pseudococci i Cryptolaemus montrouzieri ja que posseeixen nínxols ecològics diferents. El primer controla majoritàriament femelles joves (primer i segon estadi) mentre que el segon té preferència per les masses d'ous i larves de primera edat.
Entre els enemics naturals més importants del cotonet es troben els himenòpters encírtids Leptomastidea abnormis i A. pseudococci. Tots dos són endoparasitoides. Les poblacions del primer són més importants a l'estiu, mentre que les del segon ho són a la primavera, sent capaços de parasitar els individus que es troben davall del calze en eixa època. Si bé aquests dos parasitoides realitzen un control biològic sobre P. citri, a vegades no és suficient, i la població del fitòfag supera el llindar econòmic de danys.
Per tal d'atraure aquest parasitoide s'han testat dues espècies vegetals; la veça (Vicia sativa) i el fajol (Fagopyrum esculentum). Han demostrat ser una bona font d'aliment per als adults, augmentant el nombre d'ous per posta.